# Arnac (Alta Viena)
Arnac la Pòste (en francès Arnac-la-Poste) és un municipi francès situat al departament de l'Alta Viena i a la regió de la Nova Aquitània.

## Demografia
| 1962                                       | 1968  | 1975  | 1982  | 1990  | 1999 | 2007  |
| ------------------------------------------ | ----- | ----- | ----- | ----- | ---- | ----- |
| 1.416                                      | 1.279 | 1.172 | 1.118 | 1.017 | 979  | 1.024 |
| Des de 1962: població sense dobles comptes |       |       |       |       |      |       |

## Administració
| Període   | Identitat             | Partit |
| --------- | --------------------- | ------ |
| 1944-1947 | François Riffaud      |        |
| 1947-1959 | Pierre-Louis Foucault |        |
| 1959-1981 | Georges Dévérine      |        |
| 1981-     | Jean-Pierre Drieux    | ADS    |